# Kettwiger Straße
Die Kettwiger Straße ist eine zentrale Einkaufsstraße in der Essener Innenstadt. Sie wurde Ende der 1950er Jahre zur Fußgängerzone umgestaltet.

## Lage und Verkehr
Die Kettwiger Straße beginnt in Süd-Nord-Richtung verlaufend am Willy-Brandt-Platz, benannt nach dem deutschen Politiker Willy Brandt, und führt über 400 Meter nahezu geradlinig bis zum Flachsmarkt.
Bis zum Umbau zur Fußgängerzone Ende der 1950er Jahre war sie von der Straßenbahn und dem Autoverkehr genutzt worden.

## Geschichte und Straßennamen
Der gesamte etwa 900 Meter lange, in Nord-Süd-Richtung verlaufende Straßenzug vom einstigen Viehofer- zum Kettwiger Tor, ist Teil der Strata Coloniensis, einer der fünf Altstraßen aus dem Frühmittelalter, die Köln mit dem Umland verbanden. Damit kreuzte diese Straße den in Ost-West-Richtung verlaufenden Hellweg, der in einem Abschnitt heute im Essener Stadtkern Limbecker Straße heißt. Nahe der Kreuzung dieser beiden wichtigen Handelswege gründete Altfrid um 850 das Damenstift Essen, der Beginn der heutigen Stadt Essen.
Nach alten Stadtplänen trug der Straßenabschnitt zwischen Kettwiger Tor und der Straße I. Dellbrügge bereits zu Zeiten der Existenz der Stadtmauer den Namen Kettwiger Straße; namentlich 1330 erstmals in Schriftquellen als platea Kettwich erwähnt, später  Kettwiger Strate. Sie ist nach der alten Bauerschaft Kettwig südlich innerhalb der Stadtmauer benannt (hat nichts mit dem heutigen Stadtteil Kettwig zu tun). Der weitere Verlauf von der I. Dellbrügge bis zur Marktkirche wird vor 1826 als In der Burg und etwa ab 1860 als Burgstraße bezeichnet. Der restliche, nördliche Abschnitt war die Viehofer Straße. Die weiterführende Allee südwestlich jenseits des einstigen Kettwiger Tores hieß im 19. Jahrhundert Kettwiger Chaussee und erhielt 1906 die Namen Huyssenallee und weiterführend Rüttenscheider Straße. Am Kettwiger Tor kreuzte ab 1862 die Bahnstrecke Bochum–Duisburg mit einem beschrankten Bahnübergang die Kettwiger Straße. Am 15. Juni 1899 wurde der hochgelegte, niveaufreie Gleisüberbau in Betrieb genommen, und damit die Kettwiger Straße kreuzungsfrei darunter hindurch geführt.
Nach der Machtergreifung wurde der gesamte Straßenzug (Kettwiger-, Burg- und Viehofer Straße) am 20. April 1933, zu Hitlers Geburtstag, in Adolf-Hitler-Straße umbenannt. Nach der rund 90-prozentigen Zerstörung der Essener Innenstadt im Zweiten Weltkrieg wurden alle heute noch vorhandenen, anliegenden, historischen Gebäude wiederaufgebaut oder grundlegend instand gesetzt. Am 15. Mai 1945, nach dem Ende der Zeit des Nationalsozialismus, erhielt die Straße im südlichen Verlauf ihren Namen Kettwiger Straße zurück, im nördlichen den Namen Viehofer Straße. Der mittlere Bereich, der zuvor noch die Burgstraße war, wurde jetzt ebenfalls zur Kettwiger Straße.
Als der großflächige Bereich zwischen der Hauptpost und dem Hotel Handelshof am 18. Mai 1994 seinen heutigen Namen Willy-Brandt-Platz erhielt, verkürzte sich die Kettwiger Straße entsprechend, so dass sie heute zwischen Willy-Brandt-Platz und Marktkirche diesen Namen trägt.

## Verlauf von Süden nach Norden

### Heutiger Willy-Brandt-Platz
Gegenüber dem Nordausgang des Essener Hauptbahnhofs begann die Kettwiger Straße am einstigen südlichen Stadttor, dem Kettwiger Tor. Sie bildet mit dem heutigen Willy-Brandt-Platz den Eingang in die Innenstadt, wo sie im Westen mit der Hauptpost beginnt. Seit 1933 ersetzt das heutige Eckgebäude, einige Meter zurückverlegt, das 1903 erbaute, charakteristische Postgebäude mit Eckturm.
Nach Norden schließt sich heute der Königshof an, ein Büro- und Geschäftshaus, dessen Teileröffnung im September 2024 erfolgte. Das Gebäude entstand aus dem Umbau des Warenhauses des hier zwischen 1996 und Oktober 2020 ansässigen Kaufhofs, vormals Horten. Noch im 19. Jahrhundert befanden sich auf diesem Grundstück das Haus des Justizrates Bohnstedt, an dem das Bohnstedtgäßchen, später Judengäßchen genannt, nach Westen abzweigte. Nördlich der Gasse lag der Vorgarten und Ausstellungsraum des angrenzenden Hauses des Kunstgärtners Karl Böhnert, der seit etwa 1859 die Gestaltung des heutigen Stadtgartens ausführte. Um 1910 wichen die Gebäude dem Grand Hôtel Royal, das später Hotel Königshof hieß und dem heutigen Gebäude seinen Namen gibt. Zwischen 1910 und 1913 gab es in dem Gebäude das Kino Royal. Dieses machte hier, an der Kettwiger Straße 1a, dem 1930 erbauten Deutschen Familien-Kaufhaus (DeFaKa) platz, das nach dem Krieg wiederaufgebaut wurde. Nachdem es am 24. Juli 1976 schloss, begannen im August des Jahres seine Abrissarbeiten. Am 24. November 1977 eröffnete das Warenhauses Horten.
An der östlichen Seite der Kettwiger Straße, am heutigen Willy-Brandt-Platz, folgte dem Bahnhofsvorplatz seit 1912 das heutige Hotel Handelshof, errichtet nach Entwurf des Kölner Architekten Carl Moritz. Im Krieg völlig ausgebrannt, wurde es in den Jahren 1952 bis 1956 wiederaufgebaut und steht seit 1985 unter Denkmalschutz. An der Kettwiger Straße besitzt das Gebäude eine Ladenzeile. Zuvor befand sich auf diesem Grundstück das deutlich kleinere Hotel-Restaurant Zum Adler mit dem Adlerkeller. Es war in etwa das Grundstück des einstigen Kettwiger Tors.

Am heutigen Willy-Brandt-Platz
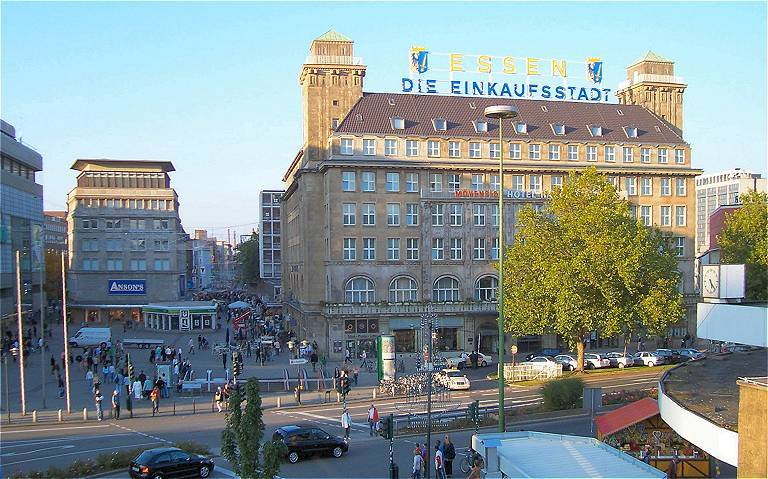
2005; links Kaufhof, Mitte Eickhaus, rechts Hotel Handelshof
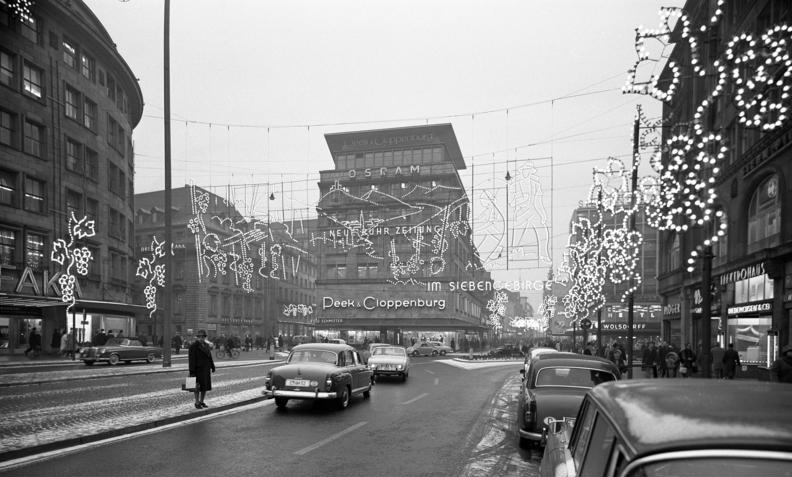
1961 während der Lichtwochen: links DeFaKa, Mitte Eickhaus, rechts Hotel Handelshof
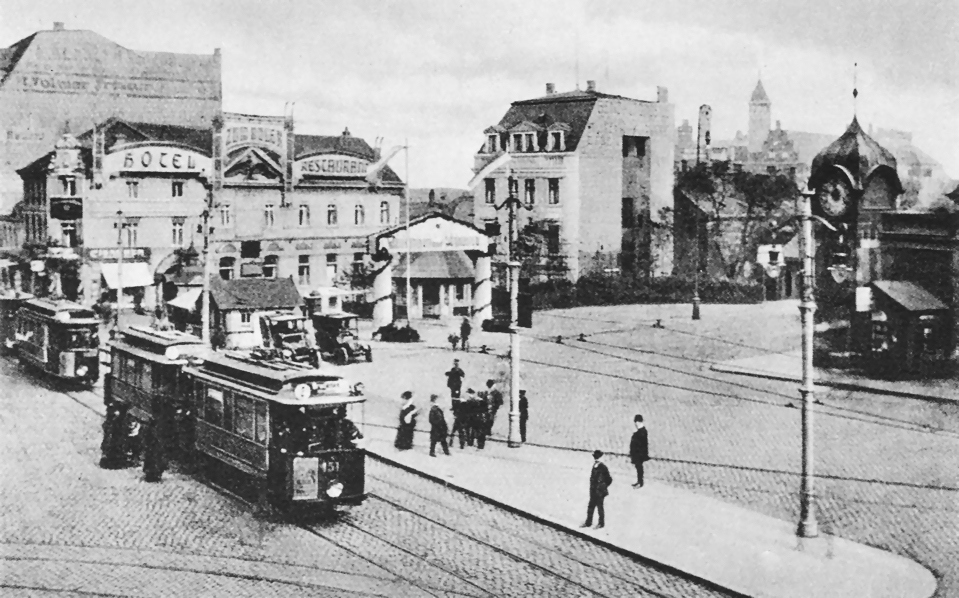
links: Beginn der Kettwiger Straße vor 1911 am Hotel Adler, späterer Standort des Handelshofes
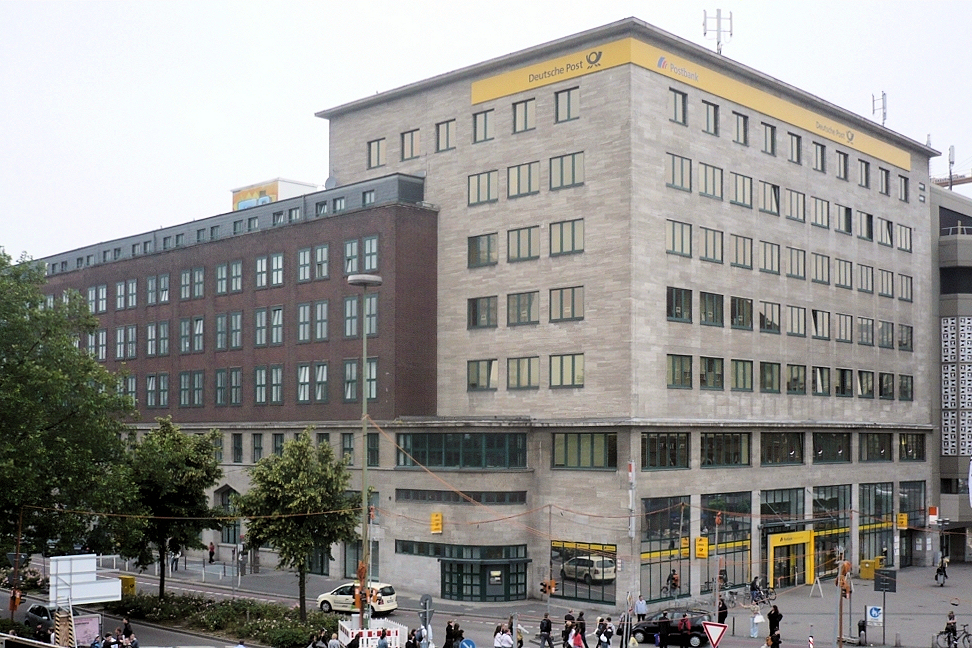
Hauptpost heute
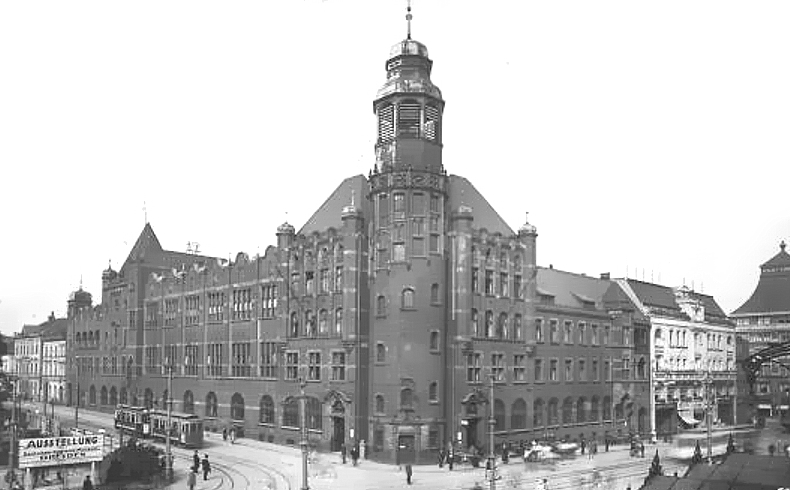
Hauptpost um 1920, rechts damaliges Hotel Königshof

### Alte Kettwiger Straße
Heute beginnt die Kettwiger Straße nördlich des Willy-Brandt-Platzes, dort, wo westlich die Lindenallee abzweigt. Hier steht das Eickhaus der einstigen Möbelfirma A. Eick Söhne aus dem Jahre 1915. Das nach Plänen von Georg Metzendorf errichtete Haus ist vereinfacht nach dem Krieg instand gesetzt worden und steht seit 2000 unter Denkmalschutz. Zuvor befand sich hier das Wirtshaus von Johann Schulte, das 1894 einem charakteristischen, dreistöckigen Bau mit gehobenem Bierlokal weichen musste, der 1910 bereits wieder abgerissen wurde. Nördlich des Eickhauses befand sich längs der Kettwiger Straße das Derendorf-Haus, das im Krieg völlig zerstört wurde. Das Nachfolgegebäude wurde an das Eickhaus angepasst.
Auf der östlichen Seite der Kettwiger Straße steht seit 1954 das Haus am Kettwiger Tor, welches seinen Namen aufgrund der Nähe zum einstigen Stadttor erhielt und vom Essener Architekten Wilhelm Eggeling (1889–1955) entworfen wurde. Der sechsstöckige, gebogene Bürotrakt mit zweistöckigem Vorbau und Ladenlokalen soll architektonisch einen Menschen mit offenen Armen darstellen, der den Stadtbesucher vom Bahnhof kommend am Kettwiger Tor empfängt. In den Jahren 2013/2014 wurde der Gebäudekomplex entkernt und grundlegend saniert. Dabei fiel die einstige Ladenpassage zur Akazienallee weg. Vor dem Krieg stand an dieser Stelle das Hotel Stemme mit angrenzendem, ersten Automaten-Restaurant, sowie ein mit Schiefer verkleidetes Ackerbürgerhaus, in dem sich das Papiergeschäft Schulte und der Hutmacher Derendorf um die Jahrhundertwende 1900 befanden.
Weiter nach Norden befindet sich auf der westlichen Straßenseite, an der Ecke Kapuzinergasse, das aus Sandsteinquadern erbaute Geschäftshaus Stein an der Kettwiger Straße 5. Es erstreckt sich bis zur parallel verlaufenden Rathenaustraße und ist nach dem Architekten Anton Stein benannt. Es wurde 1925 errichtet und 1991 unter Denkmalschutz gestellt. An der nächsten westlichen Seitenstraße Richtung Norden, der Straße Am Glockenspiel, befindet sich ein Eckhaus, das der Architekt Wilhelm Koep eigens für das zwischen 1956 und Dezember 2014 darin befindliche Café Overbeck entworfen hatte. Es wurde in den Jahren 1955 und 1956 errichtet und gilt als Vorzeigearchitektur der 1950er Jahre, so dass es im April 2015 unter Denkmalschutz gestellt wurde.
Direkt gegenüber der Straße Am Glockenspiel folgt auf der östlichen Straßenseite das Glockenspiel der Firma Deiter. 1928 an der Limbecker Straße errichtet, wurde es im Krieg versteckt und 1948 an dem 1938 erworbenen Haus in der Kettwiger Straße 22 mit den Bergmannsfiguren wieder installiert. Um die Jahrhundertwende 1900 stand hier eine alte Häuserzeile, die von Süden nach Norden das Waffen- und Eisenwarengeschäft von Franz Real, das Allgemeine Kinematographen-Theater, das Photographen-Atelier Schneider, das Schuhgeschäft Samson und das Hotel von Eugen Stemmerich mit eigener Brennerei beherbergte. Um 1912 wurden hier neue Häuser mit einer nach hinten versetzten Fluchtlinie errichtet, darunter eines mit dem Union-Theater und eines mit dem Atrium-Kino. In der Kettwiger Straße 24, wo zwischen den 1950er und 1970er Jahren Kepa, später Karstadt Hören und Lesen (Höle) und die Modekette New Yorker waren, und seit 2018 Woolworth ist, waren vor dem Krieg das Kabarett Arkadia, später Regina Bar, das Automaten-Restaurant Areg und die Tanzgaststätte Eden. Nur noch eine alte Fassade, hier mit der Inschrift AD 1912, ist von der Vorkriegshäuserzeile erhalten. Sonst fiel sie komplett dem Bombenkrieg zum Opfer. Die heutigen Nachkriegsbauten mit ihren zahlreichen Einzelhandelsgeschäften sind wieder an dieser letzten Fluchtlinie erbaut worden.
Direkt auf der gegenüberliegend Straßenseite, in der Kettwiger Straße 19, ist die alte Fassade des einstigen Gasthofes zur Post von Theodor Volmer erhalten. Das Haus wurde nach Plänen des Essener Architekten Ernst Knoblauch errichtet und um 1906 umgebaut. Weit früher standen auf dem Hinterhof des späteren Gasthofes die Postkutschen des Posthalters Joseph van Eupen, denn an der Alten Poststraße, am heutigen Theaterplatz am Grillo-Theater, tat zwischen 1826 und 1848 das Postwärter- und Postamt seinen Dienst. 1930 wurde aus dem Gasthof Zur Post das Gasthaus Zum Ritter. Die Kalksteinfassade ist nach Kriegsschäden restauriert worden. Seit 2006 steht sie unter Denkmalschutz. Nördlich davon, an der Ecke Alte Poststraße/Kettwiger Straße gab es um 1800 das erste Preußische Postwärteramt in Essen. Gegen Ende des 19. Jahrhunderts befand sich in dem Eckhaus das Spielwaren-Puppengeschäft Überfeldt. Gegenüber der Poststraße, teils auf dem heutigen breiten Durchgang zum Grillo-Theater, stand das vierstöckige Backsteingebäude des Königlichen Eisenbahn-Betriebs-Amtes.
An der Ecke I. Dellbrügge/Kettwiger Straße, dort wo heute ein dm-Drogerie Markt ist, war seit 1963 der Herrenausstatter Pohland ansässig, der Ende 2016 wegen Insolvenz schloss. Zuvor befand sich hier das Hotel Höltgen. Darin wurde um 1880 die Börse abgehalten. 1925 wurde die Essener Börse im heutigen Haus der Technik bezogen. Das Hotel Höltgen hieß später Hotel Bessenbach. Das Gebäude existiert genauso nicht mehr, wie das südlich angrenzende Haus, in dem sich um 1880 die Bäckerei und Gastwirtschaft Tewes, die später den Namen Zum Kanonier trug, befand.

Obere Kettwiger Straße
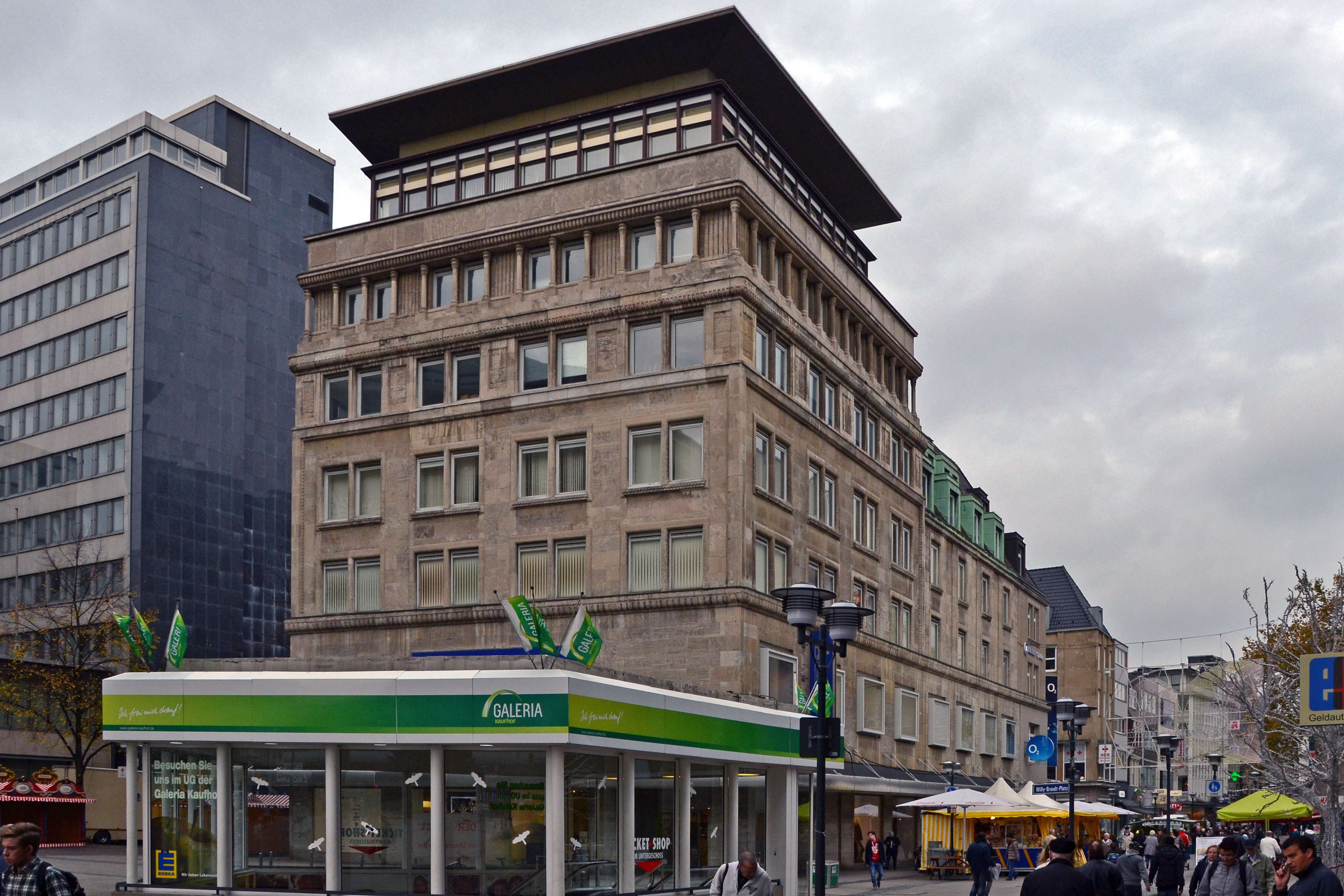
Eickhaus
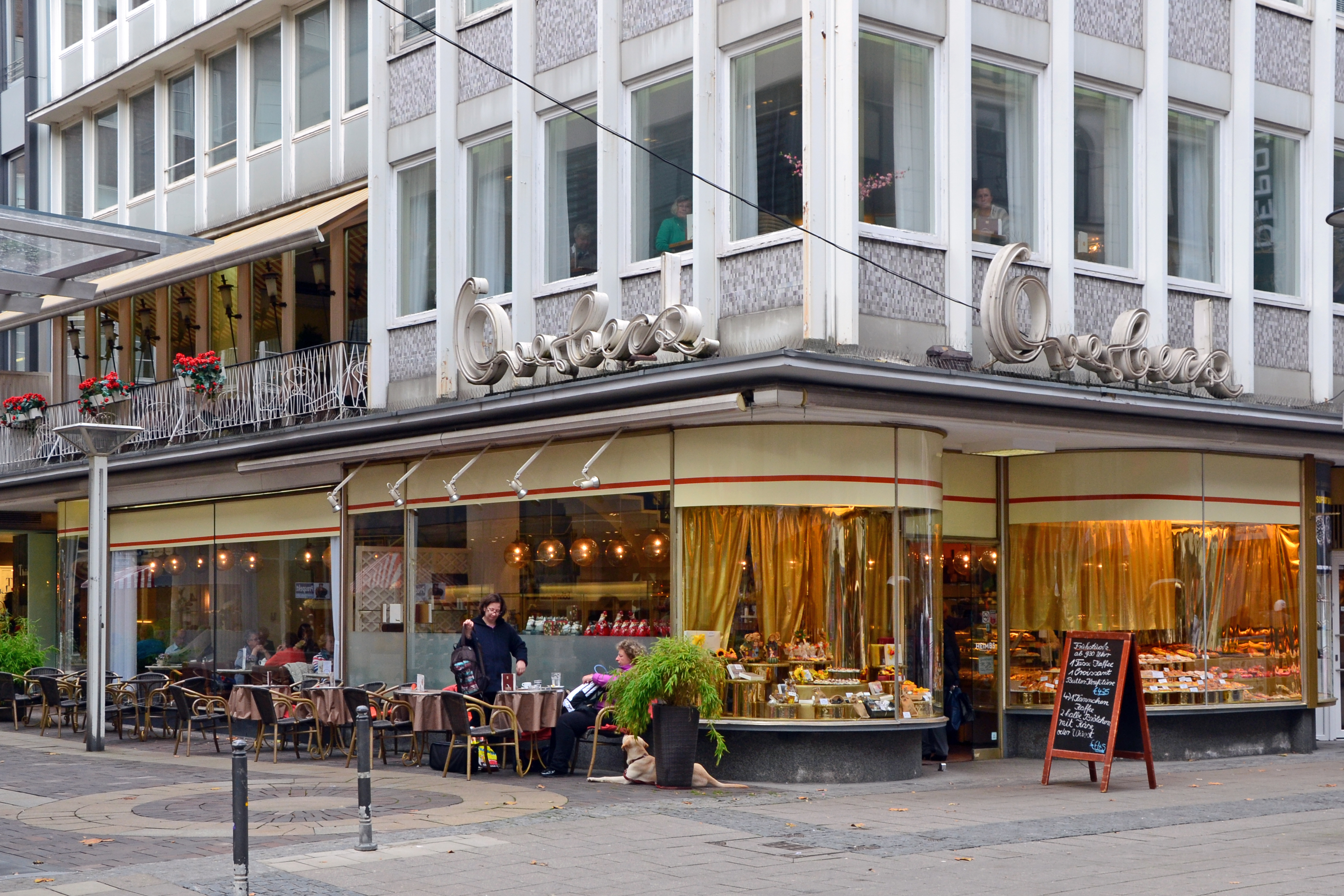
Ehemaliges Café Overbeck, Haus 1956 errichtet
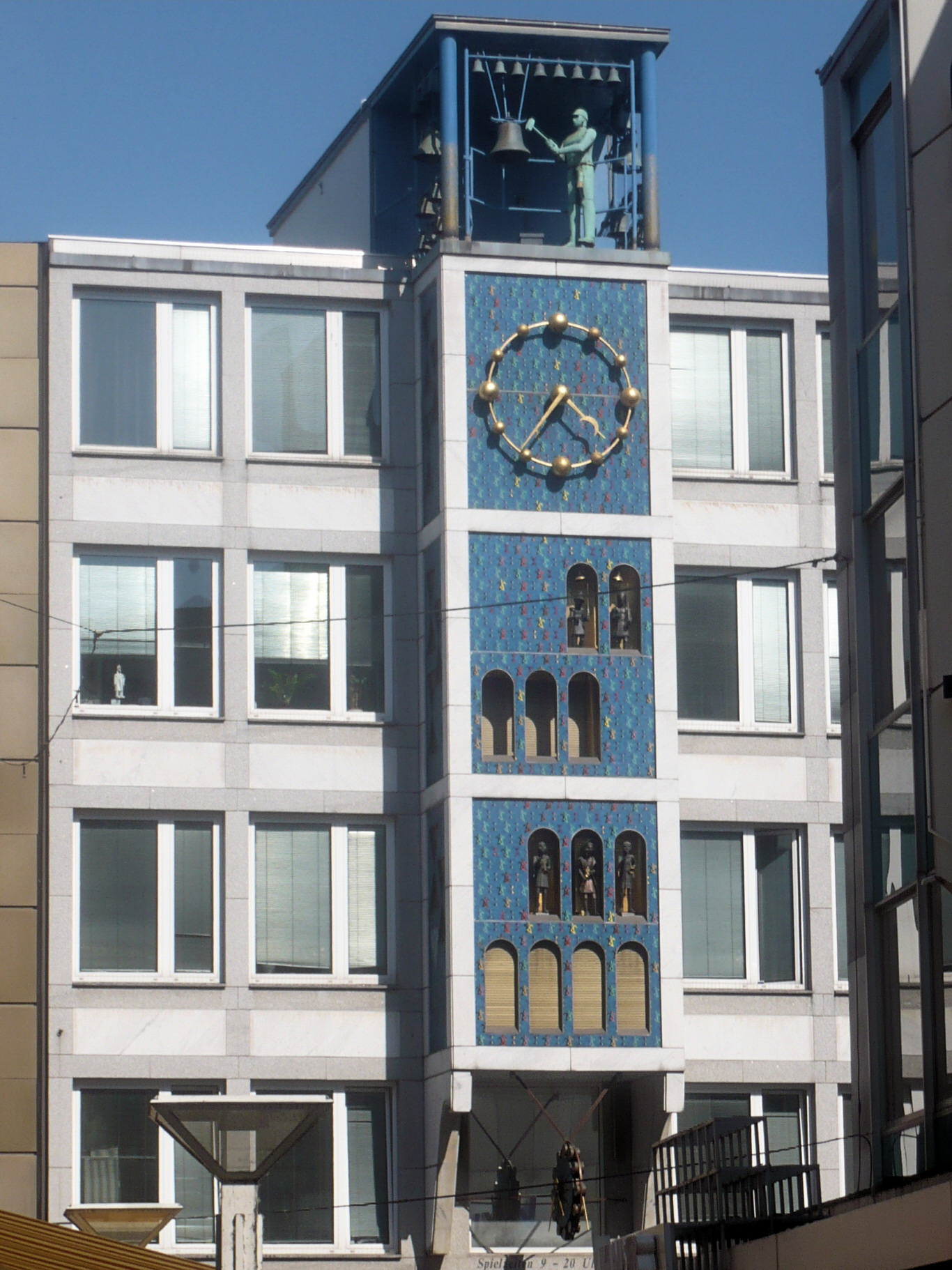
Glockenspiel
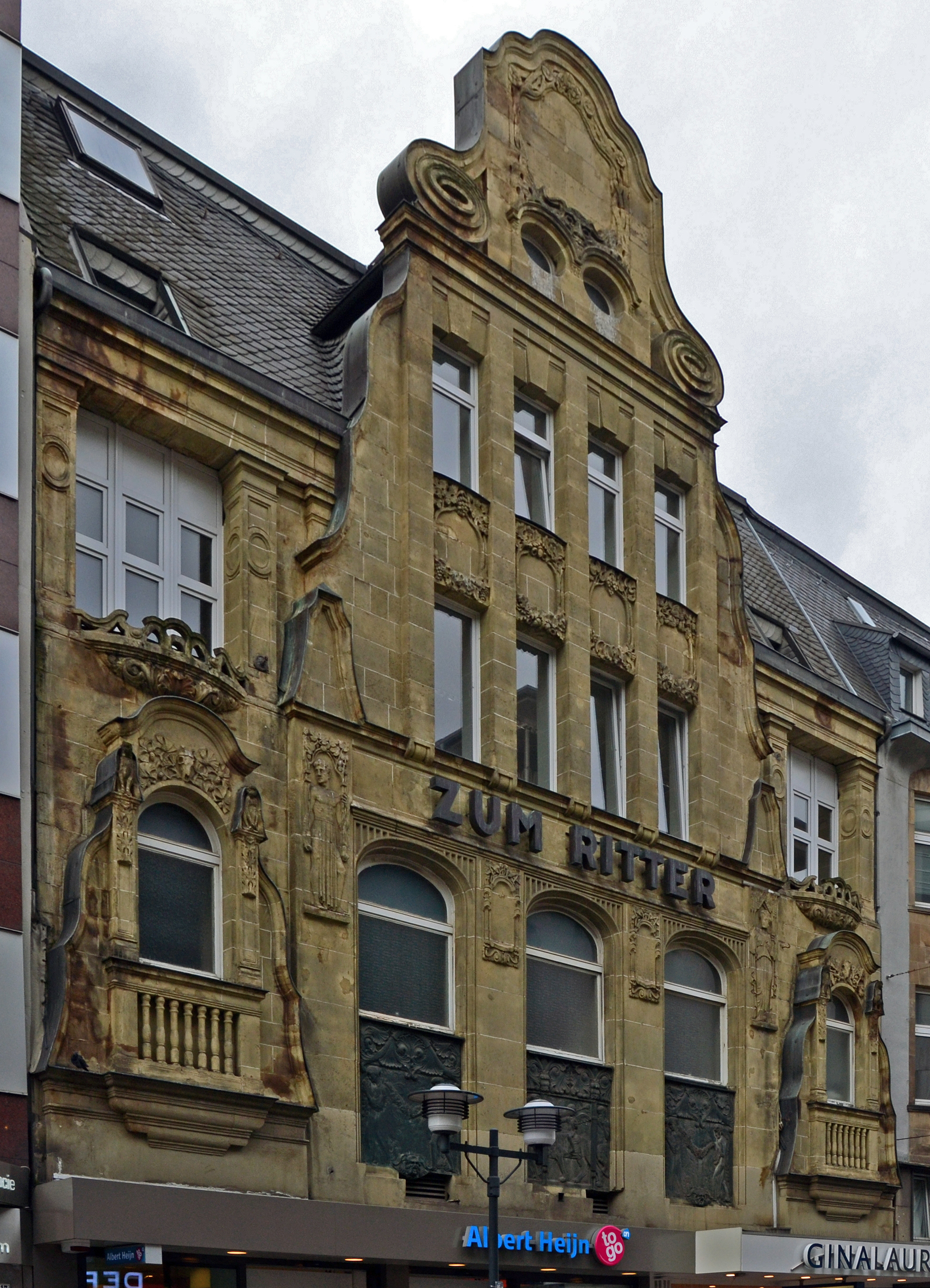
Gasthof Zum Ritter, vormals Zur Post
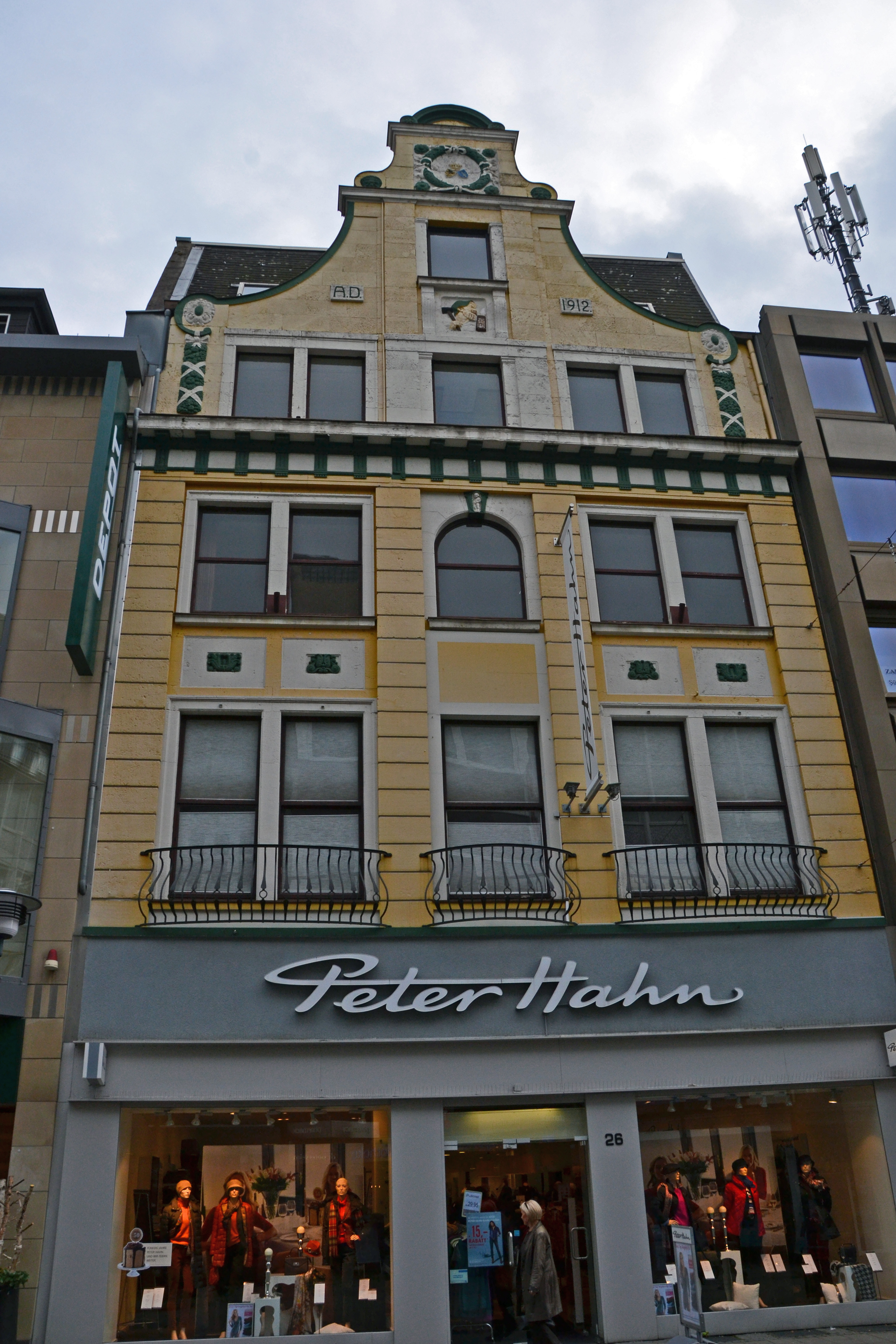
Fassade aus dem Jahr 1912
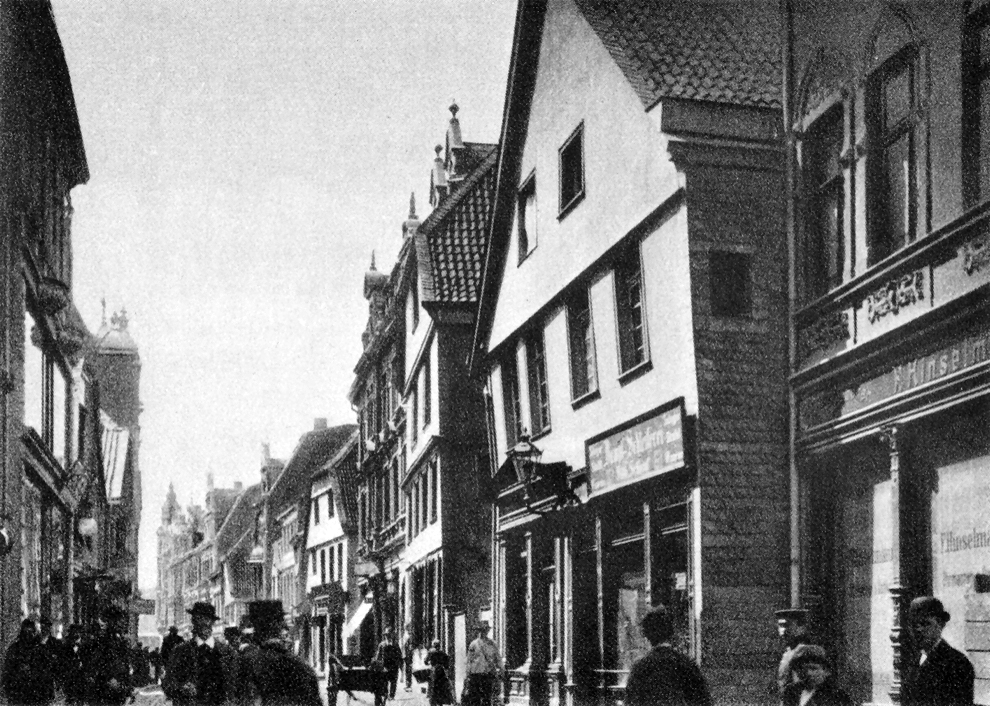
1895: Blick von der I. Dellbrügge nach Süden, drittes Haus rechts das noch vorhandene Gasthaus Zum Ritter
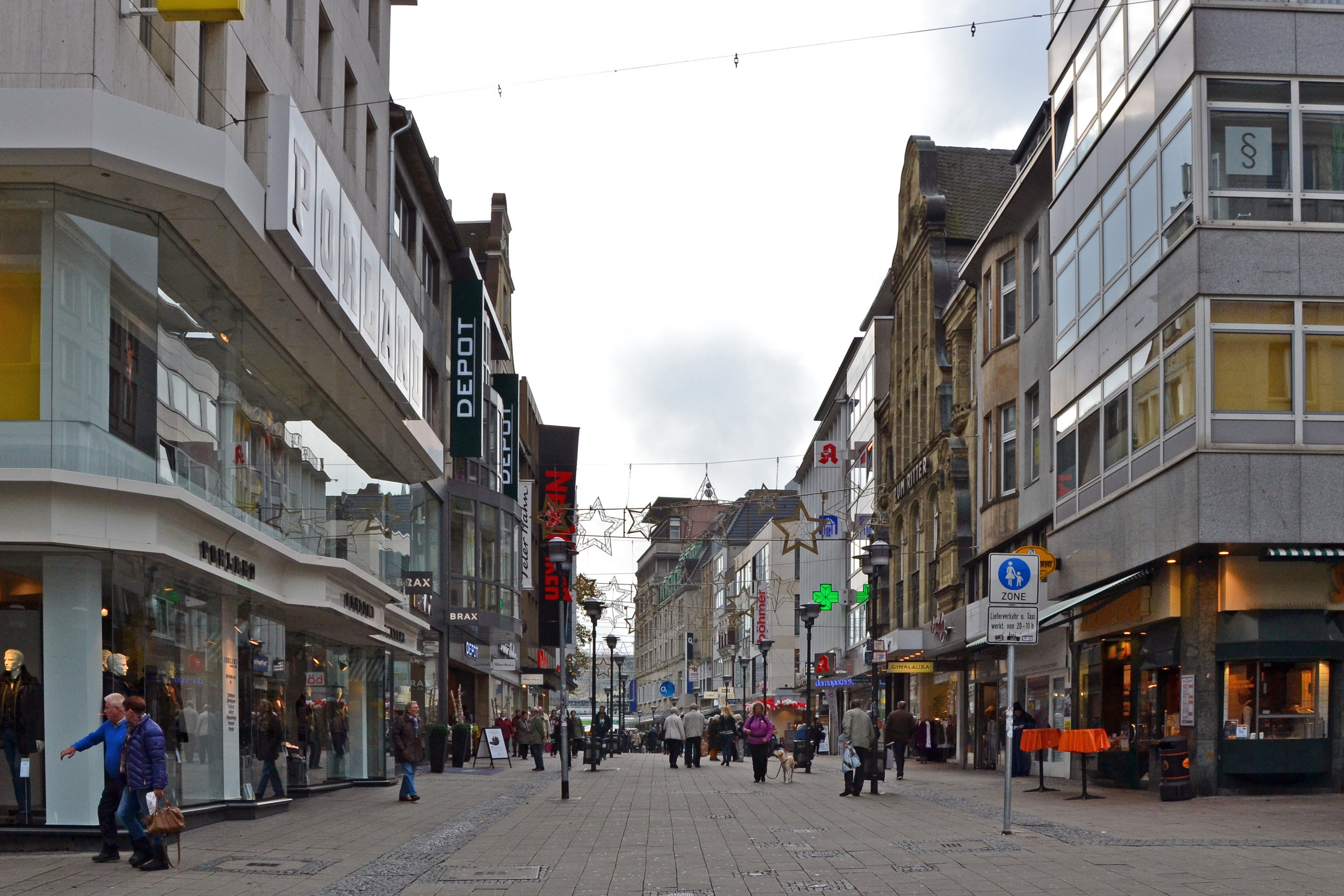
2014: Blick von der I. Dellbrügge nach Süden

### Burgstraße, heute Kettwiger Straße
Die ehemalige Burgstraße, die nach dem Zweiten Weltkrieg namentlich an die Kettwiger Straße angegliedert wurde, beginnt an der I. Dellbrügge und dem gegenüberliegenden Theaterplatz mit dem Grillo-Theater, zuvor Alte Poststraße.
Auf östlicher Seite ist in dem heutigen Eckgebäude die Lichtburg, ein 1928 eröffnetes Kino, das heute mit 1250 Sitzplätzen den größten Kinosaal Deutschlands besitzt. Es war bis auf die Fassade im Krieg zerstört und ist später wiederaufgebaut worden. 1998 wurde die Lichtburg unter Denkmalschutz gestellt. Auf dem Grundstück stand zuvor ein Stiftsgebäude im Stil des Klassizismus, das auch die Namen Der Rittberger Hof und Das Löwenhaus trug. In den Jahren 1821 bis 1862 befand sich darin das Königliche Bergamt, wobei sein Leiter, der Oberbergrat Heintzmann, im ersten Obergeschoss wohnte. Danach zogen die Hauptpost Essen und das Telegraphenamt hier ein. 1903 bezog die Post den Neubau an der Märkischen Straße am Hauptbahnhof, heute Hachestraße. Nach Umbau 1904 siedelte sich zuletzt das Städtische Museum in der ersten Etage des ehemaligen Stiftsgebäudes an.
Nördlich steht zwischen Lichtburg und Burgplatz das 1898 von Hermann Volz entworfene Kaiser-Wilhelm-Denkmal direkt an der Kettwiger Straße. Das zunächst mitten auf dem Burgplatz errichtete Reiterstandbild wurde 1928 an diese Stelle versetzt und 1994 unter Denkmalschutz gestellt.

Obere Burgstraße, heute Kettwiger Straße
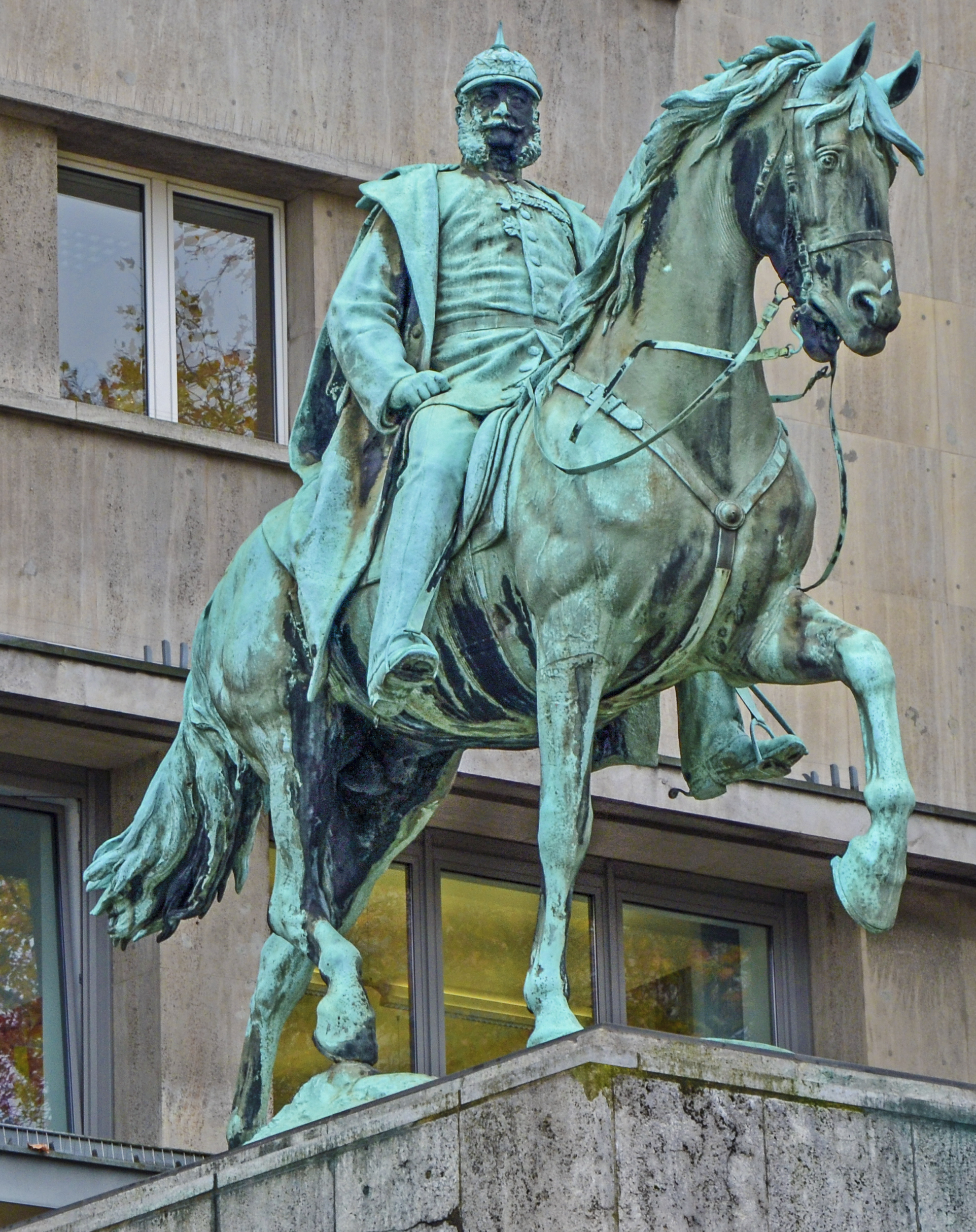
Kaiser-Wilhelm-Denkmal
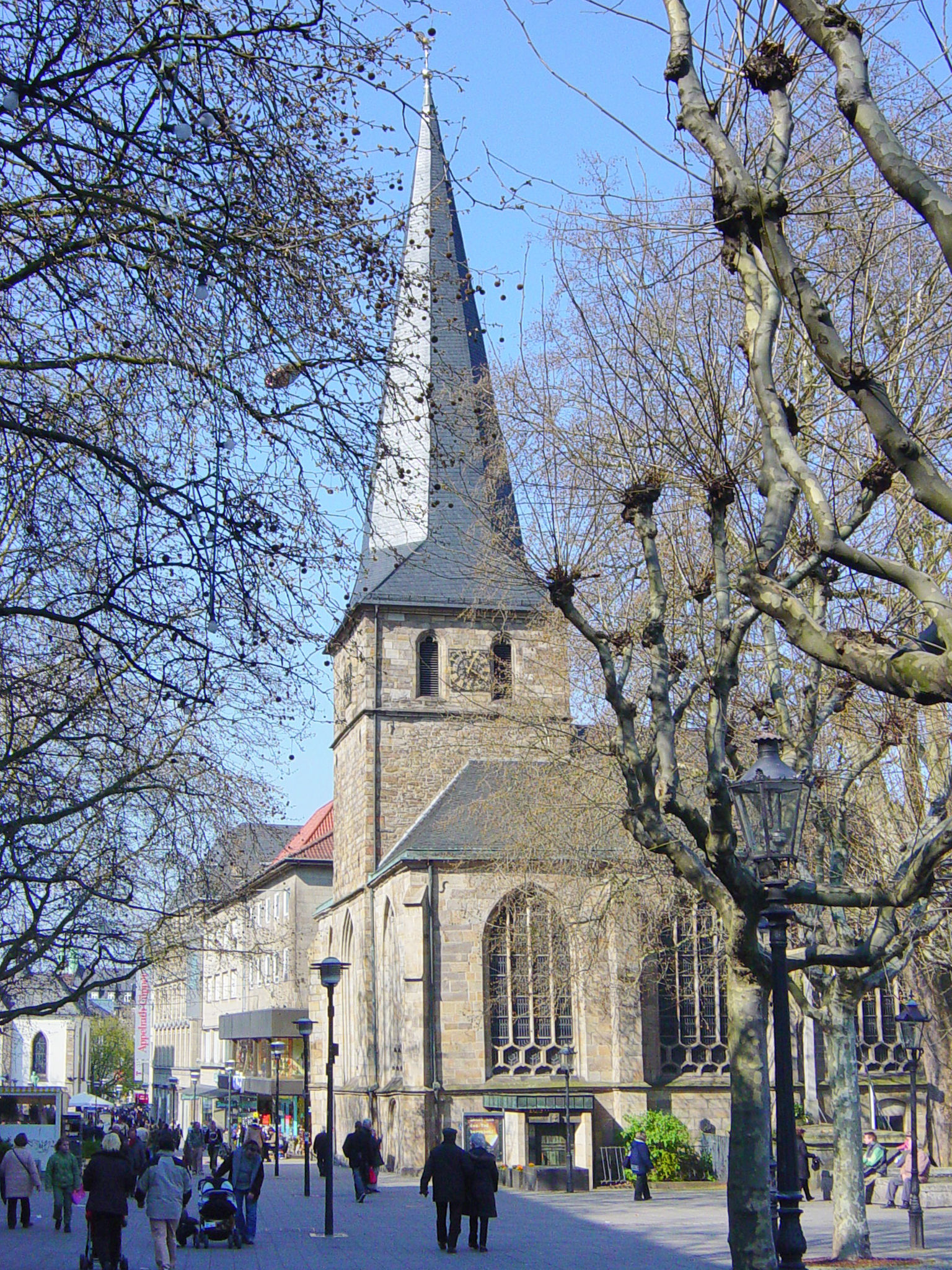
St. Johann Baptist an der Kettwiger Straße
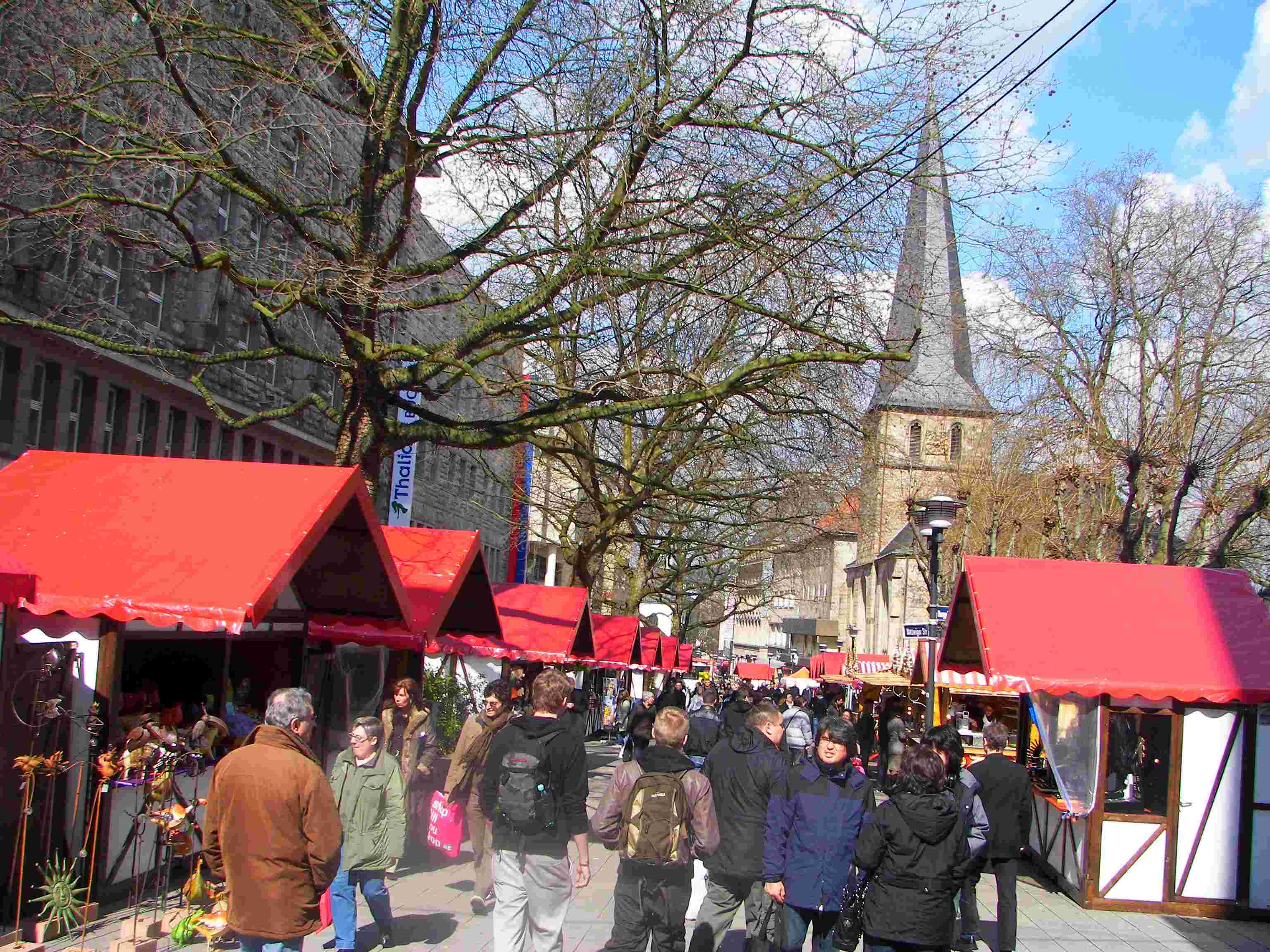
2009: links Baedekerhaus, rechts St. Johann Baptist
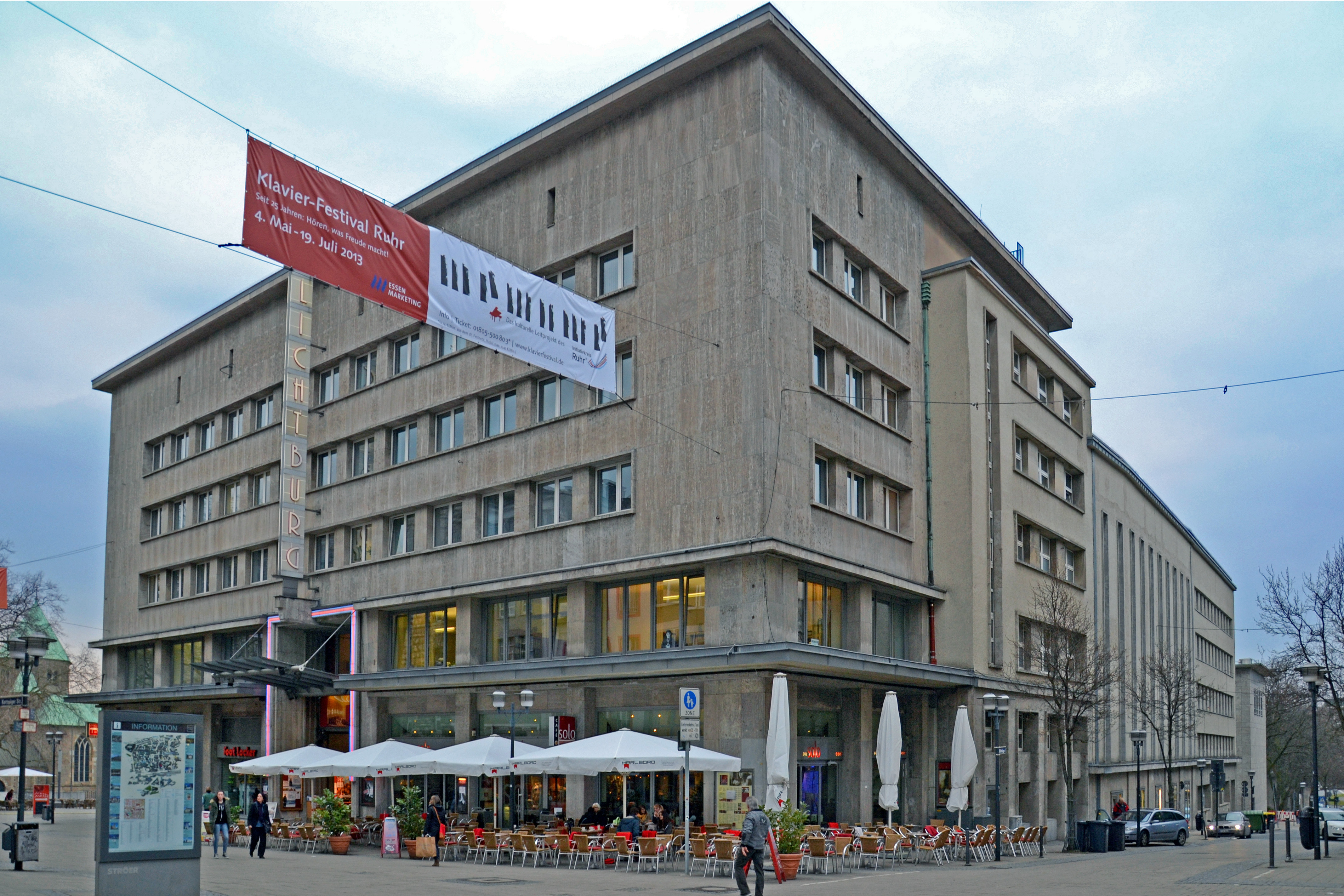
Heutige Lichtburg
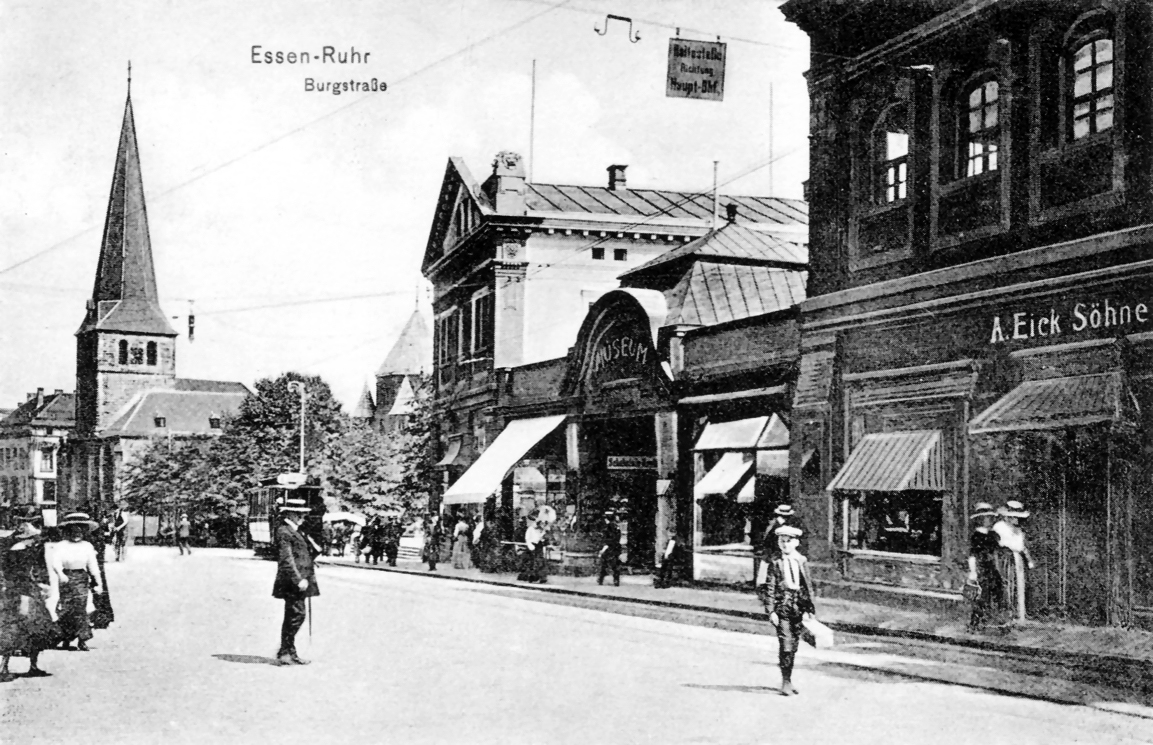
1910: am späteren Standort der Lichtburg befand sich das 1904 eröffnete Städtische Museum
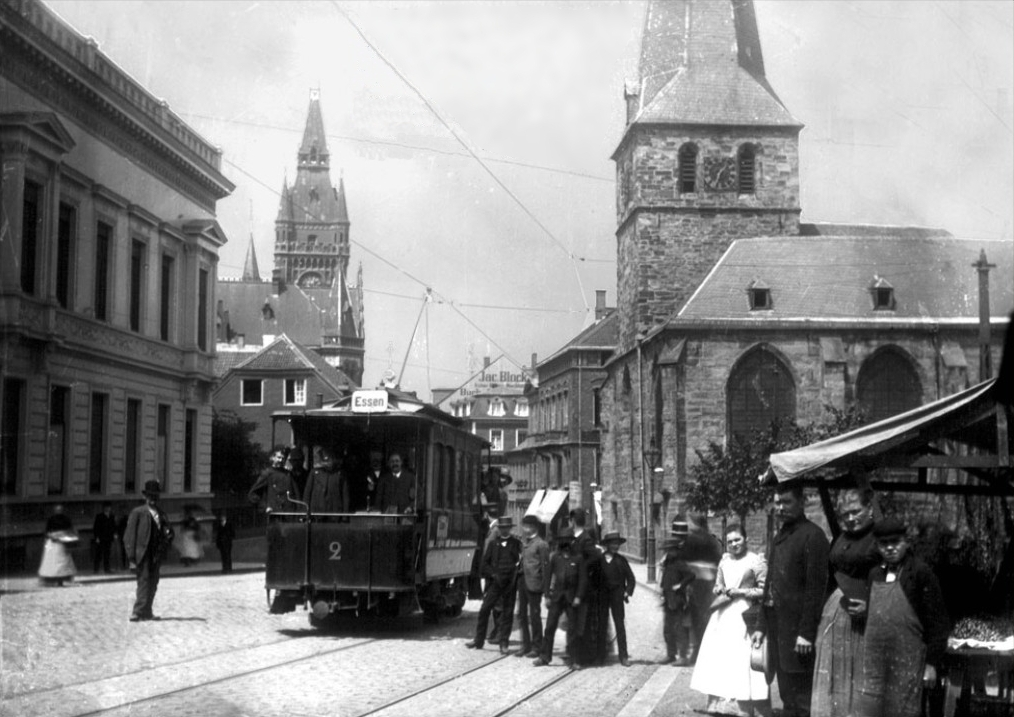
1895: rechts St. Johann Baptist, links das Grillo-Haus, dahinter der Turm des alten Rathauses

#### Keimzelle der Stadt Essen

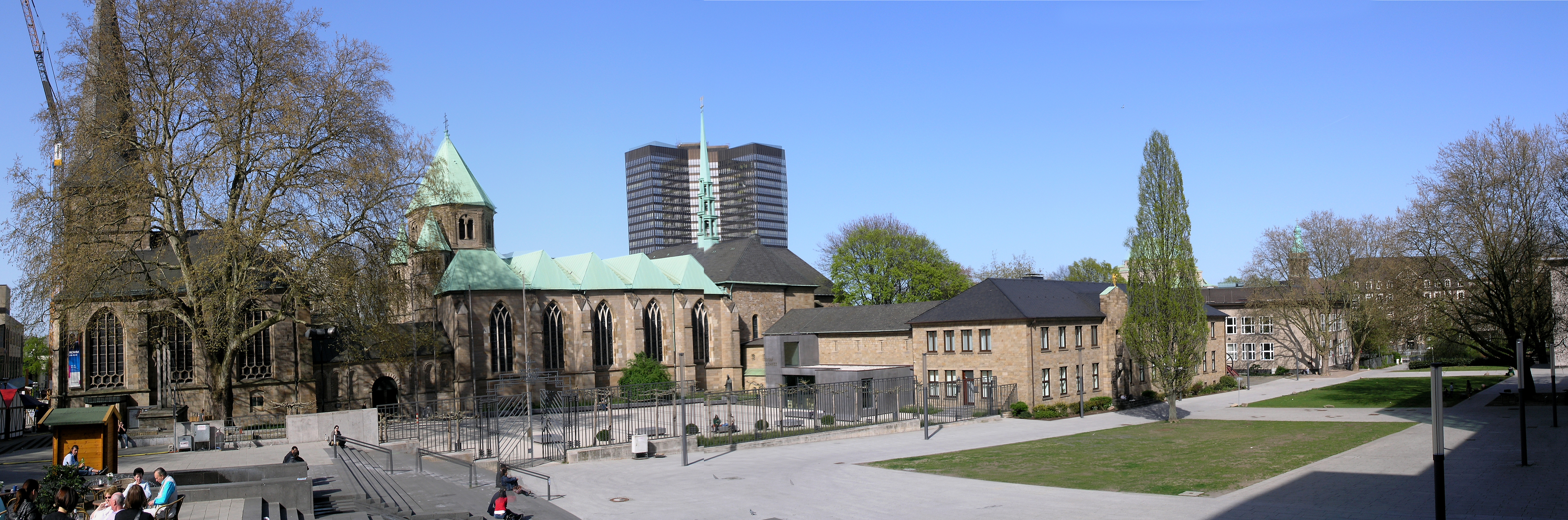
Keimzelle der Stadt Essen: Blick von der Kettwiger Straße über den Burgplatz zum Dom

Im Bereich des Burgplatzes wird der Hof Astnithi des Stiftsgründers Altfrid vermutet, von dem das Stift Essen und die Stadt ihren Namen herleiten. Der Burgplatz, der mit einer breiten Treppe mit der Kettwiger Straße verbunden ist, gilt daher als Keimzelle der Stadt Essen. Nordwestlich des Burgplatzes verläuft die Kettwiger Straße an der Kirche St. Johann Baptist vorbei, die zum Stift Essen gehörte. Ihr grenzt östlich der Essener Dom an, der Kirche des um 845 gegründeten Essener Damenstiftes, um das herum sich die Stadt Essen entwickelte. Seit 1958 ist der Dom Bischofssitz des Ruhrbistums.

#### Nördlicher Verlauf
Gegenüber dem Burgplatz befindet sich das nach dem Verleger Gottschalk Diedrich Baedeker benannte Baedekerhaus, zwischen 2008 und 2012 durch die Buchhandelskette Thalia und seit Januar 2018 durch die Mayersche Buchhandlung genutzt. Anstelle des heutigen Baedekerhauses stand zuvor ein Wohnhaus der Essener Stiftsdamen, die sogenannte Von Harrach’sche Kurie. Mitglieder des Adelsgeschlechts Harrach traten einst in den Dienst des Essener Damenstifts. Das Haus war 1817 von Gottschalk Diedrich Baedeker erworben worden, um darin seine Druckerei und Buchhandlung zu betreiben. Nördlich davon stand früher das Haus der Familie Huyssen. Das heutige Baedekergebäude wurde in den Jahren 1927 und 1928 errichtet und diente als Geschäftshaus des G. D. Baedeker Verlages. Seine Muschelkalkfassade trägt Skulpturen von Joseph Enseling. 1987 wurde der Bau genauso unter Denkmalschutz gestellt, wie das nördlich angrenzende Textilkaufhaus des jüdischen Kaufmanns Gustav Blum (1879–1935) aus dem Jahr 1928 mit damals rund 600 Angestellten. 1938 wurden seine Söhne durch die Nationalsozialisten gezwungen, das Geschäft im Zuge der Arisierung unter Wert zu verkaufen. Daraufhin zog das Kaufhaus Loosen dort ein. Seit der Entkernung des Gebäudes 1989 befindet sich Peek. & Cloppenburg darin. Es hat seine längste Seite am Friedensplatz und berührt mit seiner Ostseite die Kettwiger Straße. Anstelle des Hauses von Peek & Cloppenburg befand sich zuvor ein Wohnhaus von Essener Stiftsdamen, die sogenannte Lichtensteinische Kurie. Mitglieder des Adelsgeschlechts Lichtenstein traten einst in den Dienst des Essener Damenstifts. In den 1840er Jahren wohnte hier der preußische Bergbeamte August Huyssen. Der spätere Eigentümer und Unternehmer Friedrich Grillo ließ dieses Gebäude zu seinem Wohnhaus umbauen. Später war in dem Haus ein Kunstmuseum, die Städtische Galerie untergebracht. Danach lebte dort der Stadtverordnete und Stifter Heinrich Carl Sölling. Nördlich des Hauses zweigte früher die Surmanngasse nach Westen dort ab, wo 1925 der Kurienplatz angelegt wurde. Benannt nach der Kurie, also einem Wohnhaus der Stiftsdamen, erhielt er 1994 den Namen Kardinal-Hengsbach-Platz und 2024 den Namen Friedensplatz.
Nördlich des Friedensplatzes befindet sich seit 2011 das Kaufhaus der Kette Primark, das 1980 für C&A errichtet wurde, C&A zog jedoch 2009 aus. 1934 war hier bereits ein Geschäftshaus für C&A durch den Architekten Sepp Kaiser erbaut worden. Gegenüber, auf der östlichen Seite der Kettwiger Straße, steht seit 2012 ein Neubau der Essener Schuhfirma Deichmann. Im Vorgängergebäude war bis etwa 2009 Schuh Voswinkel ansässig. Um 1900 stand auf diesem und dem Grund des nördlichen Nachbarhauses, in dem heute eine Parfümerie ist und zuvor Woolworth drin war, das Hotel-Restaurant Monopol. Dann zweigt die Straße Zwölfling, einst Bergstraße, nach Osten hin ab. An ihrer Ecke zur Kettwiger Straße 44 steht das denkmalgeschützte Warenhaus, in dem seit 1994 AppelrathCüpper ansässig ist. Es wurde 1914 als Einrichtungshaus Schürmann nach Plänen des Architekten Oskar Schwer fertiggestellt. Zwischen 1934 und 1994 war das Kaufhaus Hettlage darin. Im Vorgängergebäude befand sich um 1900 das Hotel Voss.
Auf dem gegenüberliegenden Eckgrundstück Kettwiger Straße/Flachsmarkt befanden sich mehrere ehemalige Rathäuser der Stadt Essen. Zwischen dem 13. und der Mitte des 20. Jahrhunderts war an dieser Stelle das politische Zentrum der Stadt. Das im Zweiten Weltkrieg zerstörte und danach wiederaufgebaute alte Rathaus wurde nach dem Verkauf des Grundstücks 1964/1965 abgerissen. Darauf folgte das Wertheim-Kaufhaus, das 1986 dem heutigen Geschäftshaus der Architekten Genheimer & Partner aus Essen gewichen ist.
Die Kettwiger Straße endet im Norden am Flachsmarkt, nördlich der nach dem Krieg wiederaufgebauten Marktkirche mit Ursprung im 11. Jahrhundert. Sie stand im Mittelpunkt des mittelalterlichen Marktes. Im 16. Jahrhundert wurde sie aufgrund einer Besetzung durch das Bürgertum und Konflikten mit dem katholischen Damenstift als erste Essener Kirche protestantisch. 1985 wurde sie unter Denkmalschutz gestellt. Das abschüssige Stück zwischen Markt und Flachsmarkt trug den Namen Marktberg und war vor dem Zweiten Weltkrieg sehr eng. Seit 1893 fuhr hier die Straßenbahn durch. Durch Kriegszerstörungen entstand der heute breite Durchgang, der jetzt die Fortsetzung der Kettwiger bis zur Viehofer Straße bildet. Das letzte Haus hat die Hausnummer 64. Es ist die einstige Keramische Centrale, ein Gebäude, das einen Fassadenschmuck aus Keramikreliefs besaß. Nach Entfernung der Keramik durch die Nationalsozialisten und Kriegszerstörungen erfuhr das Haus nach Wiederaufbau mehrere Umbauten, wobei 1994 Reliefreste unter dem Putz entdeckt wurden, die man unter Denkmalschutz stellte.

Untere Burgstraße, heute Kettwiger Straße
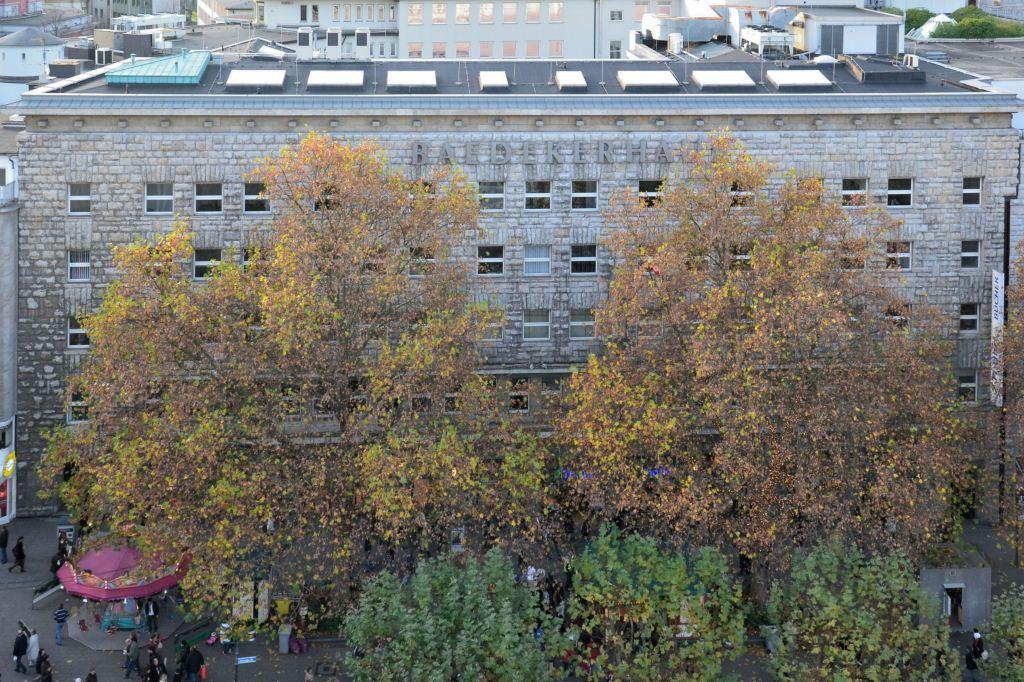
Baedekerhaus
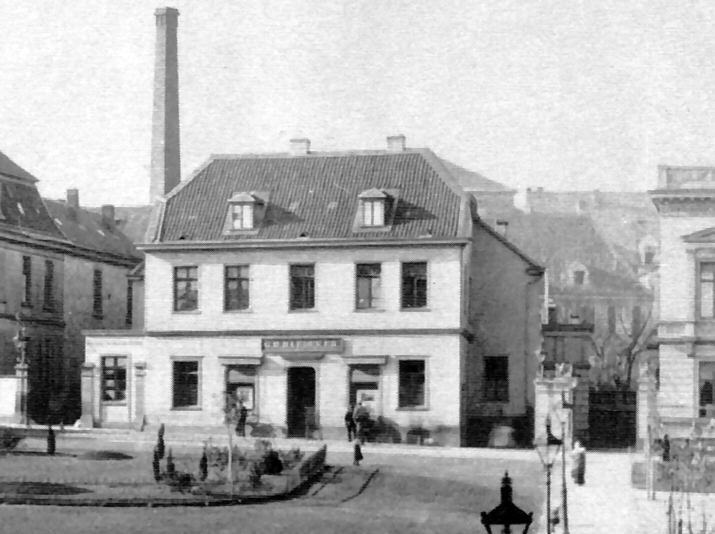
1895: Alte Buchhandlung Baedeker
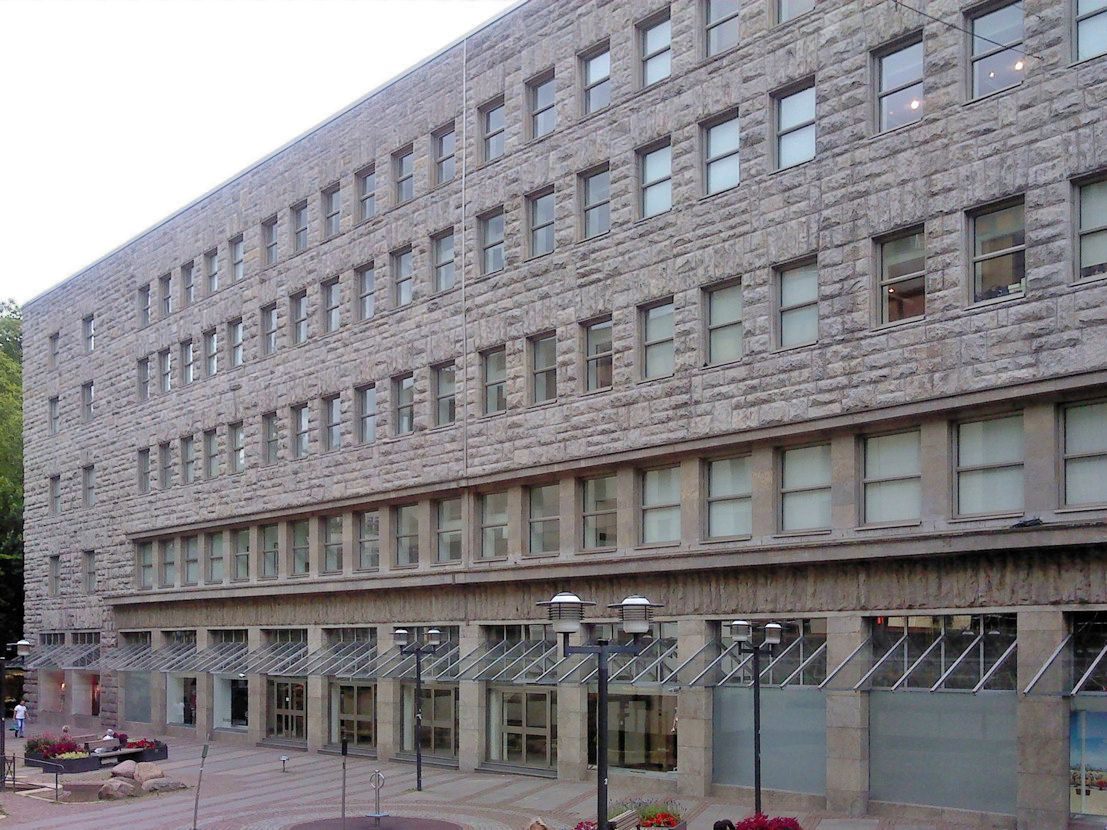
Blum-Haus, heute Peek & Cloppenburg am Friedensplatz
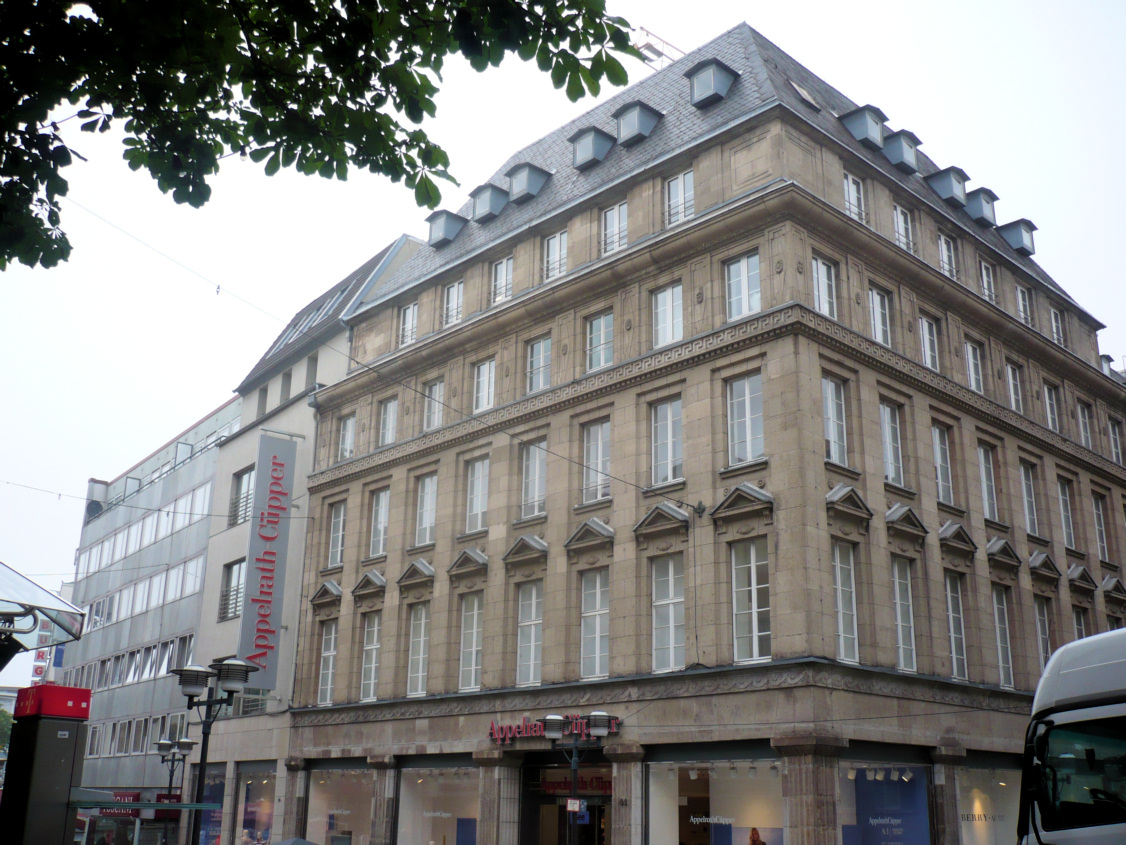
AppelrathCüpper, ehemaliges Schürmannhaus
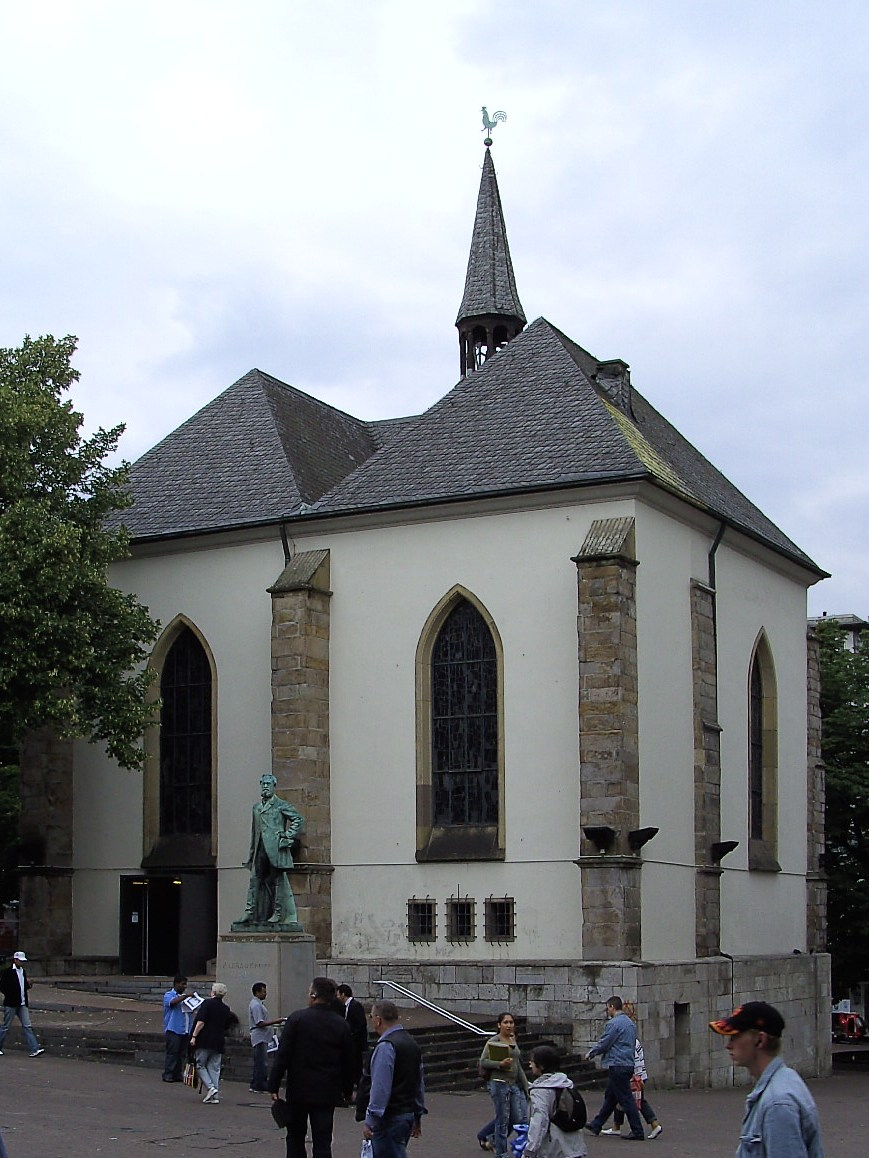
Marktkirche
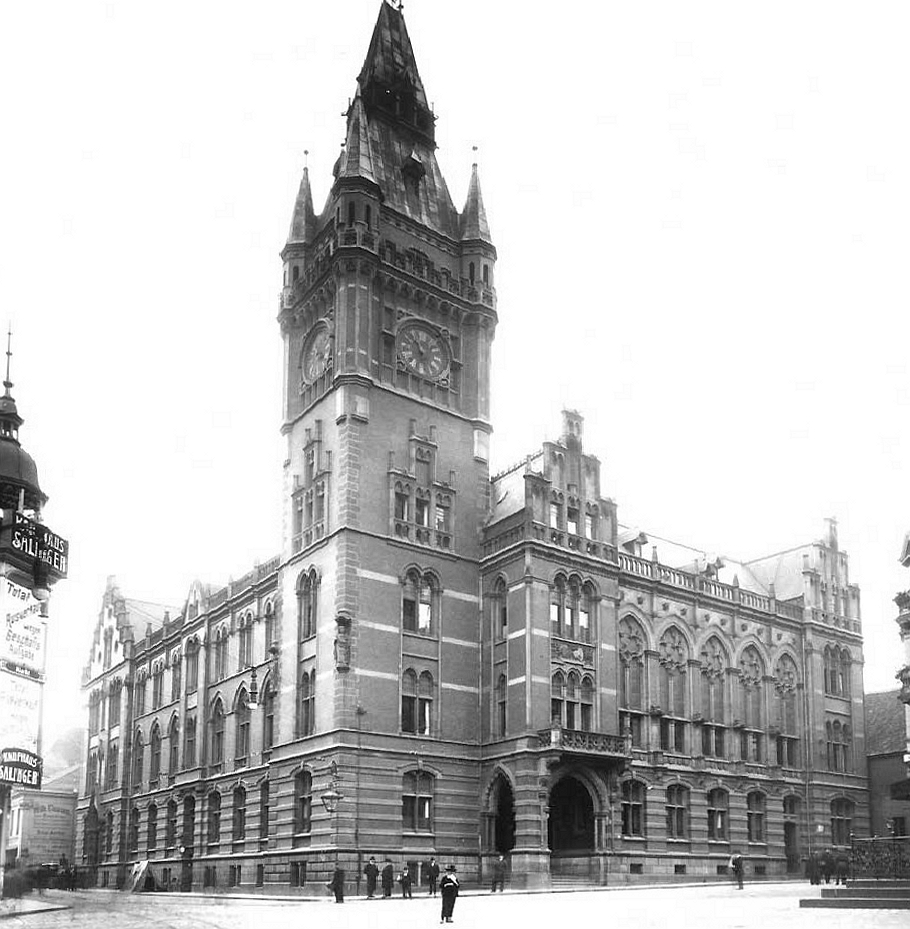
Rathaus Essen (1878–1964)
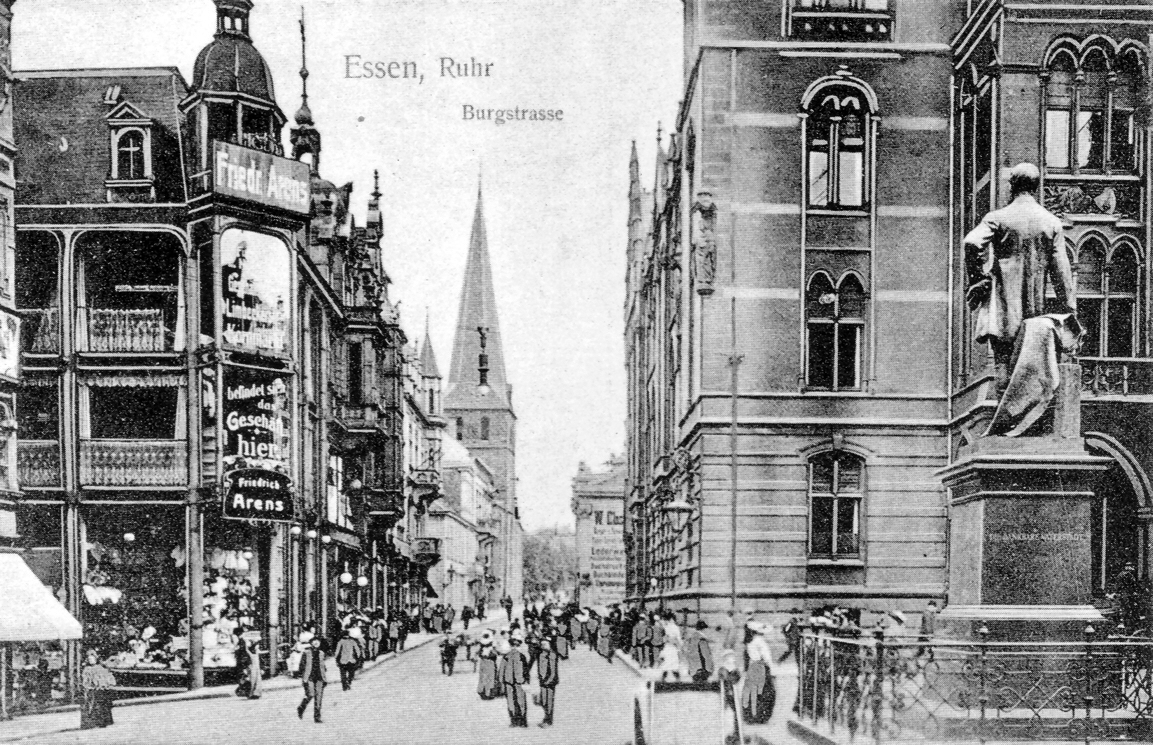
1908: Blick von der Marktkirche nach Süden, rechts das alte Rathaus, davor das Alfred-Krupp-Denkmal, hinten die Kirche St. Johann Baptist
Keramikhaus um 1912